# Адріана Кучерова
Адріана Кучерова (словац. Adriana Kučerová; — словацька оперна співачка (сопрано).

## Біографія
Адріана Кучерова навчалася в музичній школі у Братиславі, Ліонській консерваторії та Братиславському університеті музики та драми.
У 2005 році Адріана була прийнята до складу словацького національного театру в Братиславі.
На фестивалі в Равенні в 2006 році Адріана виконала «Vesperae solemnes де confessore» і «Exsultate, jubilate» Моцарта під керуванням диригента Ріккардо Муті. У тому ж році на фестивалі в Зальцбурзі вона виконала партію Серпетти в опері «Уявна садівниця», диригентом якої був Айвор Болтон. Пізніше вона дебютувала в театрі «Ла Скала» в опері «Дідона та Еней». Продовживши співпрацю зі знаменитим міланським театром, Адріана стала широко відома, виконавши партію Мерседес в постановці опери «Кармен» під керуванням Даніеля Баренбойма.
Адріана виступала на сценах театрів і фестивалів Opera de Bastille Paris, Santa Cecilia Rome, «Флорентійський музичний травень», Teatro Carlo Felice Genova, «Ан дер Він», Houston Grand Opera, Dallas Opera, Glyndebourne Festival & Touring Opera, Salzburg Mozart Wochen, Зальцбурзький фестиваль, Ravenna Festival, а також співпрацювала з такими диригентами як Даніель Баренбойм і Володимир Юровський.

## Нагороди та номінації
- 2001 — лауреат премії Міжнародного конкурсу молодих виконавців у Гамбурзі[4]
- 2002 — лауреат International Summer Academy Prague-Vienna-Budapest[4]
- 2005 — Перша премія глядацьких симпатій на міжнародному конкурсі Hans Gabor Belvedere у Відні[4]
- 2005 — Премія Фонду Гюльбенкяна (Calouste Gulbenkian Foundation) та театру Ла Скала в Мілані[4]

## CD
На останньому CD за участю Адріани були записані Друга симфонія Малера в супроводі Лондонського філармонічного оркестру (диригент Володимир Юровський) та Love songs Дворжака у супроводі квартету Thymos і Крістофа Ешенбаха (фортепіяно).